# Rhyl
Rhyl (walisisk: Y Rhyl) er en kystby og community i Denbighshire, Wales. Den ligger i det historiske county Flintshire, på nordøstkysten af Wales ved udmundingen af floden Clwyd (walisisk Afon Clwyd). Mod vist ligger forstaden Kinmel Bay og resort-byen Towyn, mod øst ligger Prestatyn, og mod syd ligger Rhuddlan. I 2011 havde Rhyl et indbyggertal på 25.149, og Rhyl-Kinmel Bay havde 31.229, hvilket gør den til en af Wales' største byer. Hele området Abergele–Rhyl–Prestatyn har over 60.00 indbyggere.
Det var tidligere en viktoriansk ferieby med mange gæster fra Liverpool og Manchester, men efter anden verdenskrig ændrede byen sig. I 1990 havde den haft stor nedgang, men siden har store investeringer forbedret byen.
Blandt byens attraktioner er Rhyl Town Hall, Royal Alexandra Hospital og flere kirker.
Uden for byen ligger Bodelwyddan Castle, der blev grundlagt i 1460.